# Shengzhuang (köping i Kina, lat 36,20, long 117,21)
Shengzhuang (kinesiska: 省庄镇, 省庄) är en köping i Kina. Den ligger i provinsen Shandong, i den östra delen av landet, omkring 54 kilometer söder om provinshuvudstaden Jinan. Antalet invånare är 62541. Befolkningen består av 31 346 kvinnor och 31 195 män. Barn under 15 år utgör 16,0 %, vuxna 15-64 år 73 %, och äldre över 65 år 10,0 %.
Genomsnittlig årsnederbörd är 845 millimeter. Den regnigaste månaden är juli, med i genomsnitt 304 mm nederbörd, och den torraste är januari, med 8 mm nederbörd.